# Nordgauïta
La nordgauïta és un mineral de la classe dels fosfats. Rep el nom de Nordgau, el nom antic de la part del nord-est de Baviera, on es troba Hagendorf, on es practica la mineria des del segle xiii.

## Característiques
La nordgauïta és un fosfat de fórmula química MnAl₂(PO₄)₂(F,OH)₂·5H₂O. Va ser aprovada com a espècie vàlida per l'Associació Mineralògica Internacional l'any 2010. Cristal·litza en el sistema triclínic.
Segons la classificació de Nickel-Strunz, la nordgauïta pertany a «08.DC: Fosfats, etc, només amb cations de mida mitjana, (OH, etc.):RO₄ = 1:1 i < 2:1» juntament amb els següents minerals: nissonita, eucroïta, legrandita, strashimirita, arthurita, earlshannonita, ojuelaïta, whitmoreïta, cobaltarthurita, bendadaïta, kunatita, kleemanita, bermanita, coralloïta, kovdorskita, ferristrunzita, ferrostrunzita, metavauxita, metavivianita, strunzita, beraunita, gordonita, laueïta, mangangordonita, paravauxita, pseudolaueïta, sigloïta, stewartita, ushkovita, ferrolaueïta, kastningita, maghrebita, tinticita, vauxita, vantasselita, cacoxenita, gormanita, souzalita, kingita, wavel·lita, allanpringita, kribergita, mapimita, ogdensburgita, nevadaïta i cloncurryita.

## Formació i jaciments
Va ser descoberta a la pegmatita Hagendorf South, a la localitat de Hagendorf, a l'Alt Palatinat (Baviera, Alemanya). També ha estat descrita a la propera Silbergrube, així com a les mines Fonte da Cal (Guarda, Portugal), i Foote Lithium, al comtat de Cleveland (Carolina del Nord, Estats Units). Aquests quatre indrets són els únics de tot el planeta on ha estat descrita aquesta espècie mineral.